# Rottneros AB

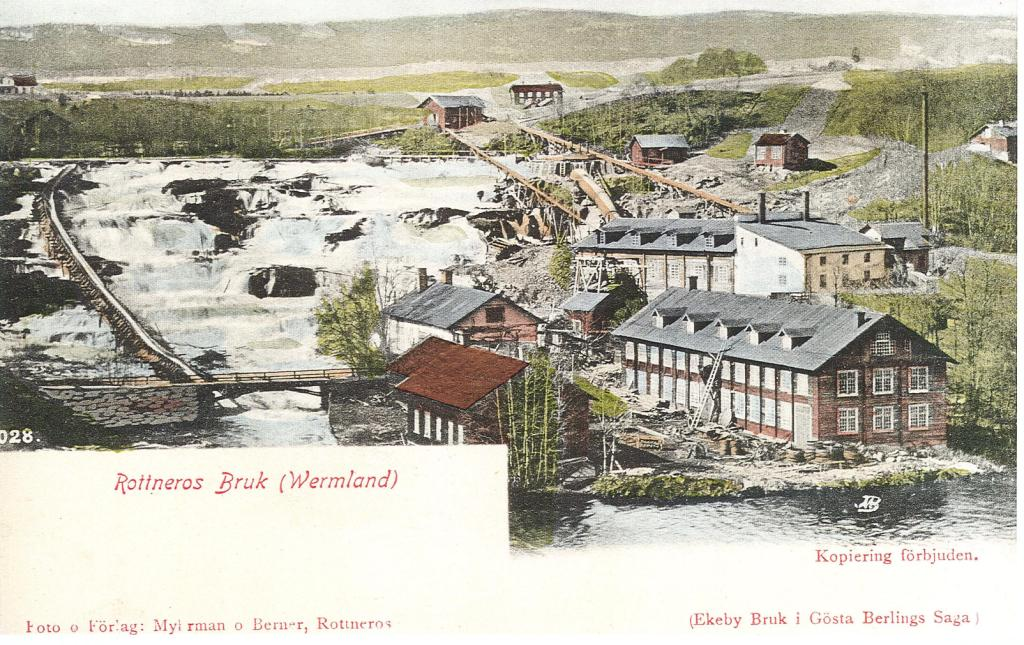
Rottneros Bruk

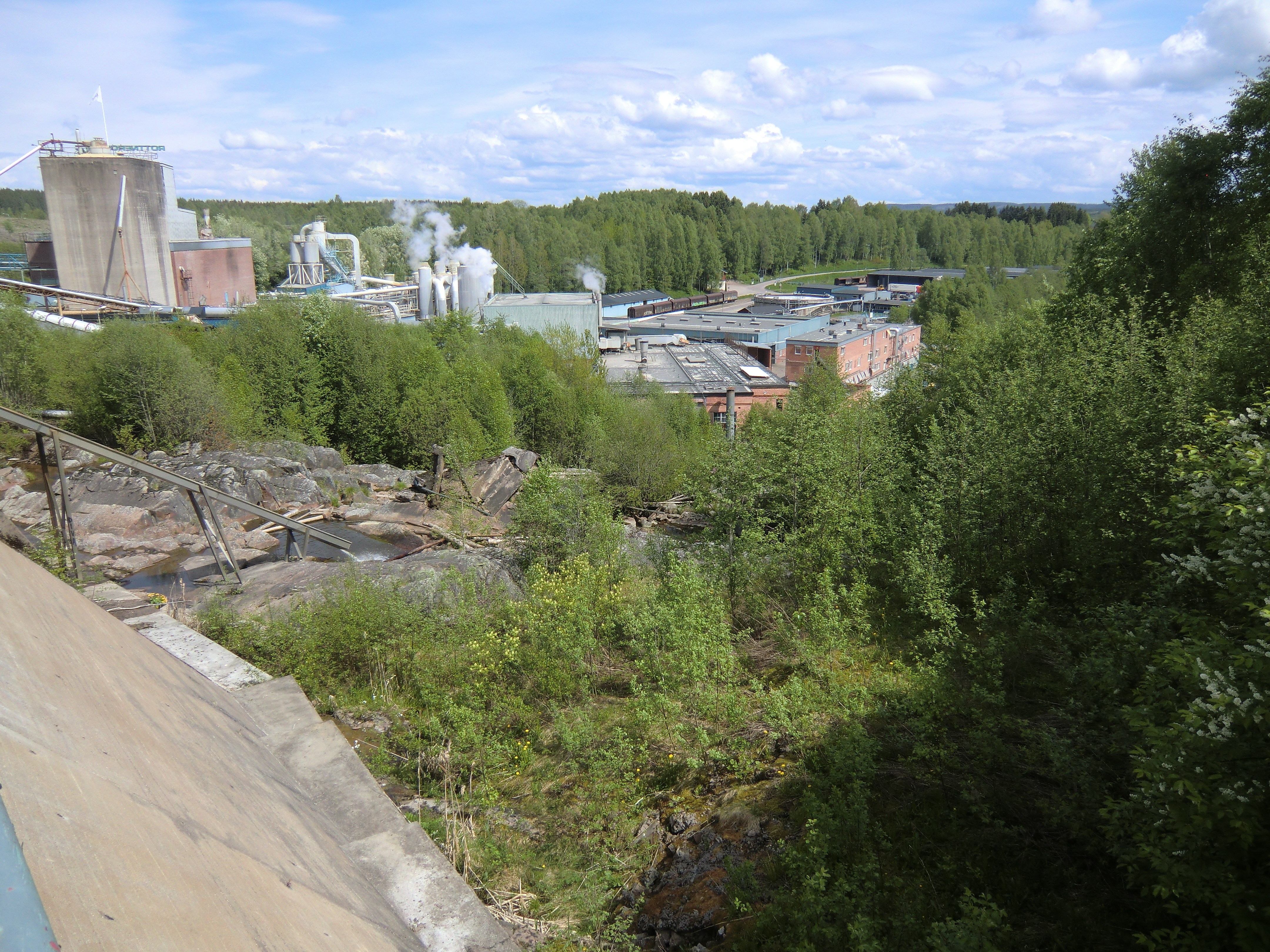
Rottneros Bruk och Rottnafallet 2010.

Rottneros AB är ett svenskt skogsindustriföretag med anor från 1600-talet, börsnoterat på Nasdaq Stockholm.
Rottneroskoncernen består av två bruk med tillverkning av pappersmassa: Rottneros Bruk och Vallviks Bruk. I koncernen ingår även råvaruanskaffningsbolaget Rottneros Baltic SIA i Lettland. Rottneros Bruk producerar slipmassa och CTMP-massa för avsalu, och vid Vallviks Bruk produceras sulfatmassa.
Koncernen har omkring 300 anställda och omsatte ca 1,9 miljarder kronor (2017). 
Huvudägare är Arctic Paper S.A. med 51 procent av aktierna. Det ägdes tidigare av Arctic Papers huvudägare Nemus Holding.

## Historia
Bruket var fram till 1880-talet ett värmländskt järnbruk, Värmland och Fryksdalen drabbades under den här perioden av en omfattande bruksdöd. En del bruk, liksom Rottneros, överlevde denna period tack vare stora skogstillgångar.
Den 30-årige bergsingenjören Edvard Montgomery köpte Rottneros Bruk år 1882. Och det var inte förrän år 1887, då hjärtat av bruket anlades, när ett träsliperi för mekanisk massatillverkning byggdes och det var då företaget gick över från järnhantering till skogsindustri.
År 1918 blev Montgomerys svärson Svante Påhlson ägare och ledare för Rottneros Bruk. Han ledde bruket fram till sin bortgång år 1959.
År 1994/-95 förvärvades Vallviks bruk från Assidomän.
År 2019/-20 förvärvades Nykvist Skogs AB, en oberoende skogsaktör i Värmland.

## Produktion
Vid bruken produceras kemisk och mekanisk massa. Tillverkning av livsmedelsförpackning bedrivs även på Rottneros bruk, som startades år 2006.